# Грот (Церковь Сатаны)
«Грот» (англ. Grotte) — тайное объединение или собрание сатанистов в географической близости для проведения ритуальных мероприятий. Чёрный Дом, место основания и штаб-квартира Церкви Сатаны с 1966 по 1997 год, был фактически первым «гротом» и некоторое время назывался «Центральным». Некоторое время «гроты» существовали в разных частях Соединенных Штатов. Среди них выделяется Вавилонский «грот» в Детройте, Стигийский «грот» в Дейтоне и «грот» Лилит в Нью-Йорке. В 1975 году Антон Лавей расформировал все «гроты», но в 1980-х годах вновь открыл их. После этого Церковь Сатаны больше официально не раскрывает местонахождение своих «гротов».